# Acidaliastis saharae
Acidaliastis saharae là một loài bướm đêm trong họ Geometridae.